# Klášter Villers-Bettnach
Klášter Villers-Bettnach (francouzsky Abbaye de Villers-Bettnach) je bývalý klášter v městečku Saint-Hubert ve francouzském departementu Moselle.

## Historie kláštera
Morimondský opat Jindřich ze Sponheimu roku 1132 hledal místo pro novou fundaci Vévoda Simon Lotrinský věnoval cisterciáckým mnichům rozsáhlé území, na kterém roku 1134 započala stavba kláštera. Mniši úspěšně kolonizovali zdejší krajinu, ovlivňovali vzdělanost a kulturní vyspělost místního obyvatelstva. Ze svých zdí vyslali pět zakládajících konventů. Klášter zanikl roku 1792. Mezi monument historique byl zapsán v roce 1905.